# بوجيدار ميتريف
بوجيدار ميتريف (بالبلغارية: Божидар Митрев)‏ (31 مارس 1987 بصوفيا في بلغاريا - ) هو لاعب كرة قدم بلغاري في مركز حراسة المرمى. شارك مع منتخب بلغاريا لكرة القدم. أما مع النوادي، فقد لعب مع ليفسكي صوفيا ونادي شريف تيراسبول ونادي لوكوموتيف صوفيا.

## روابط خارجية
- بوجيدار ميتريف على موقع قاعدة بيانات كرة القدم.إي يو (الإنجليزية)
- بوجيدار ميتريف على موقع ناشيونال فوتبول تيمز (الإنجليزية)
- بوجيدار ميتريف على موقع Soccerway.com (الإنجليزية)